# سفارت اندونزی در آتن
سفارت اندونزی در آتن (به لاتین: Embassy of Indonesia) یک منطقهٔ مسکونی و نمایندگی سیاسی این کشور در یونان است که در آتن واقع شده‌است.